# Scaphisoma papuum
Espèce
Synonymes
- Metalloscapha papua Löbl, 1975 (protonyme)

Scaphisoma papuum est une espèce de coléoptères de la famille des Staphylinidae et de la sous-famille des Scaphidiinae.

## Répartition et habitat
Cette espèce est décrite de Papouasie-Nouvelle-Guinée.

## Taxinomie
L'espèce est décrite par Ivan Löbl en 1975 dans un nouveau genre, Metalloscapha, qui est synonymisé avec Scaphisoma par Löbl en 2003.